# Shiori Ogiso
Shiori Ogiso (小木曽汐莉, Ogiso Shiori), née le 15 septembre 1992 dans la préfecture d'Aichi, au Japon, est une chanteuse, idole japonaise du groupe de J-pop SKE48.